# Godefroi de Bessel
Godefroi de Bessel fue un religioso, embajador y erudito cronista de Alemania nacido en 5 de septiembre de 1672 y fallecido en 20 de enero de 1749.
Magnoaldo Ziegelbaner (1696-1750), sabio y piadoso benedictino, recibió las órdenes sagradas en el monasterio de Zwicfalt en el que enseñó la filosofía y la teología, de allí paso al convento de Reicheman, en el obispado de Constanza, y ocupó apaciblemente la cátedra de teología. Después fue a Viena, mandado por su orden para sostener en aquella capital sus intereses. Salió de esta comisión con tal habilidad, destreza y buen éxito, que los consumados diplomáticos no pudieron menos de admirar su privilegiado talento. El abad Gottwich, Godef Bessel, le hizo ir a su lado y se le dio por profesor de moral a sus jóvenes religiosos (Basilio Sebastián Castellanos de Losada: "Biografía eclesiástica completa", Madrid: A. G. Funtenebro, 1868.)

## Biografía
Bessel nació en Buchheim, electorado de Mayence, y fue abad del convento de benedictinos de Gottwich, en Austria, y devino consejero privado del elector Lothaire-François, quien le empleo en diversas embajadas en Roma, Viena y Wolfenbuttel, siendo elegido en 1714 abad de Gottwich, en 1715 rector de la universidad de Viena y en 1720 el emperador Carlos VI del Sacro Imperio Romano Germánico le envió a Kempten para acomodar una serie de diferencias que habían surgido allí.
En 1718, su convento había sido destruido excepto la biblioteca, que fue preservada del incendio, y poco después habiendo reconstruido el convento magnificamante, enriqueció la biblioteca con gran número de manuscritos y libros raros, siendo Bessel un gran aficionado de la literatura y de la instrucción y el mismo estaba muy versado en historia y diplomacia.
A Bessel se le atribuye autoría junto a Franz Joseph von Hanz (1699-1748), obispo de Bamberg, un cronicón de su monasterio gotwicensis, con un gran número de diplomas concedidos de Conrado I de Alemania al emperador Federico II Hohenstaufen y da luz a muchas leyes públicas germanas, iguales algunos escritos en la obra de Jean Mabillon (1632-1707) "De re diplomatica", y un tratado al príncipe Ulrich de Brunswick (1672-1749) traducida la obra por Pedro de Castro, dos cartas de San Agustín a Optat de Mileve, y otras obras.

## Obras
- Fifty reasons why the Roman Catholic religion ougth to be preferred to all others, New York, 1840
- El duque de Brunsvick desengañado y felizmente convertido,.....
- Chronicon Gotwicense, seu Annales liberi et exempti Monasterii gotwicensis, ordinis S. Benedicti inferioris Austriae,....Texto en *, Typis Monasterii tegernseensis, 1732, 2 vols.
- De poenis parvulorum qui sine baptismate decederunt, Viena, 1733, in-fol.
- Cartas de Bessel en la obra de Beyschlay Collectio epistolarum de epoqua linguae Germaniae